# Милица Петковић
Милица Петковић је била етнолошкиња и новинарка пореклом из Пирота.

## Биографија
Рођена је у Пироту 1951. године где је и завршила основну школу и Гимназију. Дипломирала је на Филозофском факултету у Београду на групи за етнологију.
Објавила је више радова у Пиротском зборнику, публикацијама Института за етнологију САНУ, у монографијама Народног позоришта Пирот, основних и средњих школа у Пироту. 
Као најбољи радови се издвајају : Пиротска грнчарија, Водич кроз манастире и цркве у Понишављу, Туристички водич кроз Србију и Црну Гору, Пиротски ћилим, КАталог за изложбу пиротског ћилима у Галерији САНУ, Пироћанци на двору Карађорђевића и Жене Понишавља.
Радила је као кустос у Музеју Понишавља у Пироту. 
Такође је радила и као новинар у Радио Пироту. Била је и главни сарадник Радио Београда за област културе и образовања. Слала је занимљиве прилоге за емисије Првог програма Радио Београда "Код два бела голуба" и "Од злата јабука". Била је и стални сарадник Другог програма Радио Београда у емисији "Путевима културе".
На Радио Пироту је била ауторка и водитељка емисија: Стари Пирот, Низ пиротску калдрму, Трагови прошлости, Културни преглед. 
Имала је и документарну емисију Палчица са којом је 1987. године добила награду.
Умрла је 2008. године. 
Проглашена је постхумно за почасну грађанку Пирота 2011. године а награду је примио њен син.